# NGC 6845B
NGC 6845B (63986) est une très vaste galaxie spirale barrée située dans la constellation du Télescope. Sa vitesse par rapport au fond diffus cosmologique est de 6 641 ± 10 km/s, ce qui correspond à une distance de Hubble de 98,0 ± 6,9 Mpc (∼320 millions d'al).
NGC 6845B a été découverte par l'astronome britannique John Herschel en 1834, mais il se pourrait que ce soit aussi NGC 6845A ou les deux confondues avec une seule (voir NGC 6845, histoirique des observations).
La classe de luminosité de NGC 6845B est II.